# 李元平 (唐朝)
李元平（?—?），唐朝宗室、官员。
早年為湖南观察使萧复判官，又任大理评事。李元平眼小無鬚，性疏傲，平時大言不惭。淮西节度使李希烈叛唐，中书侍郎关播说李元平具将才，推薦為汝州别驾。李元平募集壮士修建城防，却不知募集到的壮士多是李希烈派来的，于是在里应外合下為李希烈所俘。李元平見到李希烈，心胆俱碎，嚇得尿流。李希烈見李元平没有胡须，故意说：“我让你们抓李元平，你们怎么把他儿子抓来了？”还苦笑说：“狗宰相真是瞎眼，派這種傢伙來對付我”。李希烈曾派李元平去说客颜真卿投降，被真卿斥回。后来李希烈称帝，以李元平等人为宰相。